# پوناکاری
پوناکاری (به لاتین: Poonakary) یک منطقهٔ مسکونی در سری‌لانکا است که در ناحیه کیلینوچی واقع شده‌است.